# Glyphesis
Glyphesis là một chi nhện trong họ Linyphiidae.